# MR-9: Fer o Morir
MR-9: Fer o Morir (títol original en anglès, MR-9 (Masud Rana): Do or Die) és una pel·lícula de thriller d'acció d'espies dels Estats Units i Bangladesh del 2023 dirigida per Asif Akbar. Aquesta pel·lícula està basada en la novel·la de 1966 de Qazi Anwar Hussain Dhongsho Pahar. Va ser una producció de Jaaz Multimedia i Avail Entertainment. ABM Sumon va interpretar el paper principal de Masud Rana. S'ha doblat al català.